# 少女杀手阿墨
《少女杀手阿墨》（日語：あずみ，又译百人斩少女）是由日本漫画家小山由创作的日本漫画作品。於小学馆漫畫雜誌《Big Comic Superior》1994年14号至2008年23号連載。單行本全48卷。故事講述阿墨从小在一个杀手组织里长大，为了结束连年的战乱，被授予了刺杀对立大名的使命。
本作在1997年获得日本新媒体动漫艺术节漫画部门优秀奖，1998年获得小学馆漫画赏一般部门奖。
之後改编成两部电影，另外還有电子游戏及舞台剧。
續篇改標題為《AZUMI》，於《Big Comic Superior》2009年2号至2014年6号連載，單行本全18卷。

## 劇情簡介
主线围绕主角阿墨展开，故事开始于关原之战后的数年。随着阿墨履行使命的主线，漫画将她这个虚构人物穿插进多个历史事件当中，比如最开始的任务是刺杀丰臣派最核心的，也是最希望挑起与德川家康之间战争的几位大名。漫画暗示丰臣派的几位在最终决战之前病故或意外死亡的领袖们与阿墨的刺杀有关，使读者相信阿墨是真实存在的。
阿墨是师父小幡月斎手下十位高徒中唯一的女子。这十人从小成为师父“选定的战士”，每天在远离尘世的山谷中接受严酷的训练，并终将离开山谷，完成他们的“使命”——刺杀意图挑起战争的大名。这一天终于到来，而他们的第一个任务是先在不知情的情况下按照自己喜好两人组成一队，然后组队的两人在师父的命令下互相厮杀。阿墨队友是其挚友那智 (なち)，最终那智被阿墨杀死，而这件事也成为阿墨心中永远的伤痛。漫画中的第二个任务是屠杀一个忍者村，包括所有的女人和孩子。他们的师父通过这两个任务告诉他们身为杀手是不能选择被杀的人，一切都以他们的“使命”为准。
后来，活下来的五人跟随师父开始完成他们的使命，随着情节的发展，这部作品引出大量哲学和伦理学问题让读者思考。比如，他们的暗杀究竟是不是滥杀，是否真能解救这个动乱的时代？这些问题在作品中多次被提到：在漫画中期(大概Vol. 8-19) ，阿墨杀死过很多强盗，这些强盗烧杀掳掠，无恶不作，因此就连读者也完全不会质疑阿墨的行为，反而认为大快人心。但到了漫画后期，则揭露了强盗现象的政治原因，即为统治者德川家族流放甚至消灭了许多反对派的大名，造成这些前大名手下的家臣和武士失去生活来源，没有工作的他们只有去抢劫才能保住性命。因此阿墨开始质疑之前的杀戮是否是一种罪恶。

## 登場人物

### 主要人物
阿墨
本作主角，是小幡月斋培养的精锐杀手组织中的一人。性格纯洁无暇，同伴们都很喜欢她。阿墨是一位兼备超越常人的运动视力和敏捷的少女，武器是一把特殊的双刃刀。外貌像是一个混血儿，虹膜略带青色而头发是茶色的，一般头扎马尾辫。在旅途中得到的黑色南洋披风，后来就成为阿墨的标志。
小幡月斎
自幼培养阿墨的人，剑术高手。曾经在战场上目睹挚友战死，为此接受了为自己敬重的天海的受命，培养一批平定天下“修除杂枝”的杀手。
南光坊天海
德川家康的智囊之一，川越·喜多院的住持，同时还是天台宗的大僧正。为了协助德川平定天下，请求月斋培养一些能消除威胁的杀手(修除杂枝)，后来曾在阿墨的保护下免于被刺客追杀。
飞猿
井上勘兵卫手下的忍者。鼻子非常灵敏，能通过血的味道判断人的方位。
勘兵卫死后,遇见天海，就决定为天海效命。剑法虽不如阿墨，但会使用高超的忍术来赢得战斗，有几次也将阿墨从困境中解救出来。
井上勘兵卫
加藤清正的手下。漫画中，父母和姐姐被德川家康杀害，因此为了复仇甚至愿意献出生命。由于阿墨杀死了自己的主公加藤清正以及自己极为尊敬的丰臣秀赖，与阿墨势不两立。后来在大阪之役中受火伤，被阿墨救出。之后隐藏身份，在小野忠明手下等待复仇机会。可是，家康的手下本多正纯访问的忠明道场的时候，认出了井上。后来阿墨刺杀了家康，算是帮井上报了仇。不过最后他还是与阿墨决斗，身死沙场，被飞猿埋葬。
八重（やえ）
流浪杂技团的一员，喜欢日向。在杂技团被佐敷三兄弟屠杀后，曾与阿墨一起旅行。保守而且和善，总为别人考虑。与阿墨分离后回老家和母亲住在一起，但之后，却因生活所迫到京都当上青楼女子。
佐敷三兄弟
井上勘兵卫收买的杀手兄弟，分别是长男一心，次子二斋，三男三藏。性格冷酷残忍，虽力气很大但有勇无谋，把八重所在的杂技团误当成目标屠杀，最后被阿墨他们杀死。
最上美女丸
真田幸村(电影中则为井上勘兵卫)为了杀死刺客而从监狱释放的杀手。杀死了日向。喜欢着女装，用女性口吻说话。最喜欢在一点一点折磨死对方的过程中获得快感。战斗前告诉对方“我的剑是不需要带护锷的”以挑衅对方。与阿墨的战斗中被杀死。
仓石左近
柳生手下的天才剑士，曾与阿墨同行。希望与阿墨决斗，但最后因肺病而死。
柳生宗矩
史实人物。作品中的的柳生阴谋假借阿墨之手暗杀德川家康，然后追杀阿墨。
金角・銀角
土匪首领。设定为倾奇者，脸上画着隈取式的图样，衣着艳丽的和服，言辞粗俗无雅。他们在某地因所侍大名的倒阁而沦为土匪。粗俗的行为之下却掩藏着他们一颗善良的心，总是帮助女人和孩子。在电影版中，银角与那智长得很像，从而引起阿墨好感，最后因救阿墨而死。

#### 月斋培养的杀手们
日向（ひゅうが）
身材短小，能自如运用双刀。性格开朗外向，相当毒舌，特征是眉毛相连。与八重一起私奔的时候，遇上最上美女丸，决斗的时候败北（被猿飞杀死而免除最上美女丸的折磨）。八重和阿墨一起把他的遗体安葬在山冈上。
浮羽（うきは）
性格非常冷静，月斋对其的评论是在任何状况下行动都不会被感情所左右。漫画中对阿墨怀有好感，但得知其喜欢那智后便主动放弃；为了救出被囚禁的阿墨，不顾月斋的命令，只身进入大阪城,陷入包围；被告知可以代替阿墨被处死，因而断刀自杀，才发现其实这是个骗局。电影版中对月斋的命令惟命是从，性格冷酷；最初的试炼时没有丝毫犹豫就杀死了同伴，还告诉其它同伴必须服从月斋的命令；最后为了营救月斋背弃了月斋最后的命令，在于数百敌人厮杀后失血致死。
甘木（あまぎ）
木讷内向。刺杀加藤清正(替身)时被甲贺忍者用毒剑刺伤手臂。漫画中是为了不错过期待已久的乘船旅行而未将伤势告诉月斋，因为剑上有毒，因而后来毒性发作死亡。电影版中则是为了不拖累大家而未告知伤势，毒势发作以后引发阿墨和月斋对怎样对待甘木的意见产生分歧，并分道扬镳。为了让他们重归于好，甘木用自己的剑自杀了。
长良（ながら）
性格安静内向。漫画中是对图谋叛乱的片桐兵部的手下奇袭时，被长枪刺入腹部而死。电影版中是第一部中阿墨唯一活着的同伴，在第二部中被背叛的梢(こずえ)杀死。
那智（なち）
杀手组织中拔刀速度最快的人。与阿墨互生情愫，但在最终的试炼中被心上人杀死。电影中的银角与之长得很像。
由良（ゆら）、阿波（あわ）、比睿（ひえい）、小诸（こもろ）
都是月斋手下杀手组织的成员。试炼中分别被浮羽，日向，长良，甘木所杀死。

## 出版書籍

### 第1部
單行本
| 卷數 | 副標題 | 小學館         | 小學館                 | 小學館 |
| 卷數 | 副標題 | 發售日期       | ISBN                   |        |
| ---- | ------ | -------------- | ---------------------- | ------ |
| 1    |        | 1995年1月30日  | ISBN 4-09-183541-4     |        |
| 2    |        | 1995年5月30日  | ISBN 4-09-183542-2     |        |
| 3    |        | 1995年10月30日 | ISBN 4-09-183543-0     |        |
| 4    |        | 1996年3月30日  | ISBN 4-09-183544-9     |        |
| 5    |        | 1996年9月30日  | ISBN 4-09-183545-7     |        |
| 6    |        | 1996年11月30日 | ISBN 4-09-183546-5     |        |
| 7    |        | 1997年4月30日  | ISBN 4-09-183547-3     |        |
| 8    |        | 1997年7月30日  | ISBN 4-09-183548-1     |        |
| 9    |        | 1997年11月29日 | ISBN 4-09-183549-X     |        |
| 10   |        | 1998年1月30日  | ISBN 4-09-183550-3     |        |
| 11   |        | 1998年5月30日  | ISBN 4-09-185051-0     |        |
| 12   |        | 1998年8月29日  | ISBN 4-09-185052-9     |        |
| 13   |        | 1998年12月19日 | ISBN 4-09-185053-7     |        |
| 14   |        | 1999年4月27日  | ISBN 4-09-185054-5     |        |
| 15   |        | 1999年8月30日  | ISBN 4-09-185055-3     |        |
| 16   |        | 1999年12月18日 | ISBN 4-09-185056-1     |        |
| 17   |        | 2000年3月30日  | ISBN 4-09-185057-X     |        |
| 18   |        | 2000年5月30日  | ISBN 4-09-185058-8     |        |
| 19   |        | 2000年7月29日  | ISBN 4-09-185059-6     |        |
| 20   |        | 2000年12月25日 | ISBN 4-09-185060-X     |        |
| 21   |        | 2001年2月28日  | ISBN 4-09-186121-0     |        |
| 22   |        | 2001年5月30日  | ISBN 4-09-186122-9     |        |
| 23   |        | 2001年9月29日  | ISBN 4-09-186123-7     |        |
| 24   |        | 2001年12月25日 | ISBN 4-09-186124-5     |        |
| 25   |        | 2002年4月26日  | ISBN 4-09-186125-3     |        |
| 26   |        | 2002年7月30日  | ISBN 4-09-186126-1     |        |
| 27   |        | 2002年10月30日 | ISBN 4-09-186127-X     |        |
| 28   |        | 2003年3月29日  | ISBN 4-09-186128-8     |        |
| 29   |        | 2003年5月30日  | ISBN 4-09-186129-6     |        |
| 30   |        | 2003年9月30日  | ISBN 4-09-186130-X     |        |
| 31   |        | 2003年11月29日 | ISBN 4-09-187191-7     |        |
| 32   |        | 2004年4月30日  | ISBN 4-09-187192-5     |        |
| 33   |        | 2004年8月30日  | ISBN 4-09-187193-3     |        |
| 34   |        | 2005年2月28日  | ISBN 4-09-187194-1     |        |
| 35   |        | 2005年3月30日  | ISBN 4-09-187195-X     |        |
| 36   |        | 2005年8月30日  | ISBN 4-09-187196-8     |        |
| 37   |        | 2005年10月28日 | ISBN 4-09-187197-6     |        |
| 38   |        | 2006年3月30日  | ISBN 4-09-180217-6     |        |
| 39   |        | 2006年7月28日  | ISBN 4-09-180577-9     |        |
| 40   |        | 2006年12月26日 | ISBN 4-09-180897-2     |        |
| 41   |        | 2007年4月27日  | ISBN 978-4-09-181200-1 |        |
| 42   |        | 2007年7月30日  | ISBN 978-4-09-181378-7 |        |
| 43   |        | 2007年11月30日 | ISBN 978-4-09-181538-5 |        |
| 44   |        | 2008年2月29日  | ISBN 978-4-09-181748-8 |        |
| 45   |        | 2008年4月26日  | ISBN 978-4-09-181865-2 |        |
| 46   |        | 2008年8月29日  | ISBN 978-4-09-182137-9 |        |
| 47   |        | 2008年11月28日 | ISBN 978-4-09-182288-8 |        |
| 48   |        | 2009年2月27日  | ISBN 978-4-09-182373-1 |        |

文庫版
| 卷數 | 小學館         | 小學館                 | 小學館 |
| 卷數 | 發售日期       | ISBN                   |        |
| ---- | -------------- | ---------------------- | ------ |
| 1    | 2012年1月14日  | ISBN 978-4-09-196211-9 |        |
| 2    | 2012年1月14日  | ISBN 978-4-09-196212-6 |        |
| 3    | 2012年2月15日  | ISBN 978-4-09-196213-3 |        |
| 4    | 2012年2月15日  | ISBN 978-4-09-196214-0 |        |
| 5    | 2012年3月15日  | ISBN 978-4-09-196215-7 |        |
| 6    | 2012年3月15日  | ISBN 978-4-09-196216-4 |        |
| 7    | 2012年4月14日  | ISBN 978-4-09-196217-1 |        |
| 8    | 2012年4月14日  | ISBN 978-4-09-196218-8 |        |
| 9    | 2012年5月15日  | ISBN 978-4-09-196219-5 |        |
| 10   | 2012年5月15日  | ISBN 978-4-09-196220-1 |        |
| 11   | 2012年6月15日  | ISBN 978-4-09-196221-8 |        |
| 12   | 2012年6月15日  | ISBN 978-4-09-196222-5 |        |
| 13   | 2012年7月14日  | ISBN 978-4-09-196223-2 |        |
| 14   | 2012年7月14日  | ISBN 978-4-09-196224-9 |        |
| 15   | 2012年8月10日  | ISBN 978-4-09-196225-6 |        |
| 16   | 2012年8月10日  | ISBN 978-4-09-196226-3 |        |
| 17   | 2012年9月15日  | ISBN 978-4-09-196227-0 |        |
| 18   | 2012年9月15日  | ISBN 978-4-09-196228-7 |        |
| 19   | 2012年10月13日 | ISBN 978-4-09-196229-4 |        |
| 20   | 2012年10月13日 | ISBN 978-4-09-196230-0 |        |
| 21   | 2012年11月15日 | ISBN 978-4-09-196231-7 |        |
| 22   | 2012年11月15日 | ISBN 978-4-09-196232-4 |        |
| 23   | 2012年12月15日 | ISBN 978-4-09-196233-1 |        |
| 24   | 2012年12月15日 | ISBN 978-4-09-196234-8 |        |

### 第2部
| 卷數 | 小學館         | 小學館                 | 小學館 |
| 卷數 | 發售日期       | ISBN                   |        |
| ---- | -------------- | ---------------------- | ------ |
| 1    | 2009年6月30日  | ISBN 978-4-09-182519-3 |        |
| 2    | 2009年9月30日  | ISBN 978-4-09-182622-0 |        |
| 3    | 2009年12月26日 | ISBN 978-4-09-182788-3 |        |
| 4    | 2010年3月30日  | ISBN 978-4-09-183092-0 |        |
| 5    | 2010年7月30日  | ISBN 978-4-09-183355-6 |        |
| 6    | 2010年10月29日 | ISBN 978-4-09-183507-9 |        |
| 7    | 2011年1月28日  | ISBN 978-4-09-183630-4 |        |
| 8    | 2011年5月30日  | ISBN 978-4-09-183829-2 |        |
| 9    | 2011年9月30日  | ISBN 978-4-09-184070-7 |        |
| 10   | 2012年1月30日  | ISBN 978-4-09-184247-3 |        |
| 11   | 2012年4月27日  | ISBN 978-4-09-184458-3 |        |
| 12   | 2012年7月30日  | ISBN 978-4-09-184625-9 |        |
| 13   | 2012年12月27日 | ISBN 978-4-09-184797-3 |        |
| 14   | 2013年3月29日  | ISBN 978-4-09-185044-7 |        |
| 15   | 2013年6月28日  | ISBN 978-4-09-185259-5 |        |
| 16   | 2013年9月30日  | ISBN 978-4-09-185418-6 |        |
| 17   | 2013年12月27日 | ISBN 978-4-09-185707-1 |        |
| 18   | 2014年4月30日  | ISBN 978-4-09-186168-9 |        |

## 电影
《少女杀手阿墨》在2003年由导演北村龙平改编成同名电影，之后2005年拍攝續集《少女杀手阿墨2: Death or Love》则是由金子修介导演，川尻善昭撰写剧本。两作演员基本一致，扮演前作中死亡角色的演员有在續集中饰演其它角色的情况。

### 剧情
第一部
与漫画内容基本相同，小幡月斎受命于南光坊天海，培养出一组杀手，为了防止新的战争而刺杀丰臣派的三位大名：浅野长政，加藤清正和真田昌幸。
阿墨 (上户彩饰)在幼年时失去母亲，被师傅小幡月斎养大，并和同伴们一起被训练成了技术高超的杀手。在离开他们居住数年的村谷前夕，他们接受了师傅的命令，杀死了先前与自己自愿配对的同伴。阿墨杀死了她最好的朋友，那智。
接着，他们接到了第一个任务——刺杀浅野长政。阿墨在浅野完全没有防备的情况下完成任务。而第二个任务——刺杀加藤清正——则在加藤及其手下井上勘兵卫加强防备的情况下并不顺利。他们得到情报，刺杀了加藤，但后来却得知那只不过是个影武者。而加藤也开始反击，先后派出了佐敷三兄弟和最上美女丸刺杀阿墨他们。
在这过程当中，阿墨的同伴们相继死去，因而萌生了放弃剑的念头。但孤入险境的师傅月斎也被抓了起来。为了救出师傅，完成使命，阿墨最终杀入敌阵，杀死了最上美女丸。但是师傅已经死去，加藤也逃跑了。不过最终，加藤在渡海的船上被从水中飞起的阿墨一刀杀死。
第二部
电影刚一开始就转为阿墨与唯一活下来的同伴长良逃离井上勘兵卫等人的追杀的紧张镜头。之后，逃脱了追杀的阿墨他们躲进了一所寺庙，在一家酒店遇上了一群土匪，为首的银角居然与逝去的那智长得很像。后来，阿墨见到了南光坊天海，并决定要完成最后的使命——刺杀真田昌幸。与之同行的忍者梢在旅途中说服长良，让他欺骗阿墨说他自己不想再执行使命了，而实际是为了保护阿墨而独自完成使命。但是梢的真实身份却是真田的间谍，独自离开的长良在路上被梢偷袭而惨死。
真田出兵离开九度山，围困南光坊天海，并派出忍者六波去行刺。六波在杀死南光的护卫服部半藏后，被赶到的阿墨一行人杀死。杀掉了长良的梢再次出现，想要杀死天海和阿墨，最后却被阿墨杀死。后来，阿墨解决掉了忍者首领空如的手下土蜘蛛，但却中了土蜘蛛的毒，因而与空如的决战中晕倒。银角及时赶来，在重伤空如救下阿墨后，自己也因伤而死。
最后，阿墨只身一人杀入真田营中，结果了真田后在众人的注视下独自离开。

### 演员列表
- 阿墨－上户彩，宿南明日华（幼年）
- 日向－小桥贤儿
- 浮羽－成宫宽贵
- 甘木－金子贵俊
- 长良－石垣佑磨
- 最上美女丸－小田切让
- 八重－冈本绫
- 猿飛佐助－佐藤藍 （藍士綸）
- 佐敷一心－远藤宪一
- 佐敷二斎－清水一哉
- 佐敷三藏－阪口拓
- 浅野长政－伊武雅刀
- 南光坊天海－佐藤庆
- 井上勘兵卫－北村一辉
- 加藤清正－竹中直人
- 小幡月斎－原田芳雄
- 梢 - 栗山千明
- 银角／那智- 小栗旬、杉村怜音（幼年）
- 金角 - 远藤宪一
- 服部半藏 - 宍戸开
- 土蜘蛛 - 阪口拓
- 六波 - 谦吾
- 真田幸村 - 永泽俊矢
- 空如 - 高岛礼子
- 真田昌幸 - 平干二朗

### 荣誉
获奖
2003年 日本电影金像奖上，女主演上户彩与小田切让都获得最佳新人奖，上户彩还获得了最佳人气奖，以及最佳女主角奖的提名。
评论
对这部电影的评价褒贬不一：在烂番茄网上，32位评价者中有47%给出正面评价；在Metacritic上，14位评论者给出了49%的评价；IMDb网给出了7/10分的评价(基于8128位观众)；豆瓣网给出了6.5/10分（3549人）。

## 游戏
2005年，漫画被改编成以PlayStation 2为平台的电子游戏。该游戏由Gargoyle Mechanics公司开发，ESP发售。

## 舞台剧
- 初演：2005年4月3日～26日、再演：2006年4月1日～16日、4月29日～5月4日
- 导演：冈村俊一
- 演员：黑木美沙（阿墨）、生田斗真(浮羽/那智）长谷川纯（丰臣秀赖）、山崎银之丞（飞猿）、山本亨（小幡月斎）、凉风真世（最上美女丸）
- 地点：明治座

## 周边商品
2003年，For Life Music发售了名为 Azumi Original Soundtrack 的原声音乐集，其中囊括了电影中的音乐。
2006年figuAX公司发售了相关手办。